# Nao Kawakita
Nao Kawakita (川北 奈緒, Kawakita Nao, nascida em 16 de dezembro de 1975), conhecida simplesmente como Nao (ナオ), é a baterista e voz de apoio da banda japonesa de metal Maximum the Hormone.

## Carreira
Membro co-fundadora da banda Maximum the Hormone juntamente com Daisuke Tsuda, Sugi e Key. Após a saída de Sugi e Key, Recrutou seu irmão Ryo Kawakita para se unir a banda como guitarrista e vocalista melódico, já que ela achou ideal a voz e o jeito de tocar de Ryo.
se destacou entre as várias integrantes femininas de outras bandas japonesas, já que apesar se seu estilo pop, percebeu que poderia transformá-lo e convertê-lo para gêneros mais pesados como o nu metal e hardcore punk.
Até o momento, gravou com a banda os álbuns: A.S.A. Crew (1999), Ootori (Hou) (鳳 (ほう), 2001) Mimi Kajiru (耳噛じる, 2002), Kusoban (糞盤, 2004), Rokkinpo Goroshi (ロッキンポ殺し, 2005), Buiikikaesu (ぶっ生き返す, 2007) e Yoshu Fukushu (予襲復讐, 2013).

## Influências citadas
- Unicorn[2]
- Ringo Shiina
- Chara
- Cordiality Brothers
- The High-Lows
- Ulfuls
- Combine Space